# Pherbellia javana
Pherbellia javana är en tvåvingeart som först beskrevs av Meijere 1911.  Pherbellia javana ingår i släktet Pherbellia och familjen kärrflugor. Inga underarter finns listade i Catalogue of Life.